# Erler (Mutki)
Erler ist ein Dorf im Bezirk Mutki der Provinz Bitlis in der Region Ostanatolien in der Türkei.
Erler liegt 50 km vom Stadtzentrum von Bitlis und 30 km vom Stadtzentrum von Mutki entfernt. Es liegt nordwestlich von Mutki und ist über die Provinzstraße Hasköy-Mutki mit der Nummer 13-77 und eine 4,9 km lange Straße im Dorf Çitliyol erreichbar. Die örtliche Bevölkerung besteht aus Kurden sowie Arabern, die ursprünglich aus der Provinz Basra stammen. Die Kurden dort sprechen einen Dialekt des Kurmandschi. Vor 1915 war das Dorf von Armeniern besiedelt und hieß Xavarik.